# Patrick Leahy
Patrick Joseph "Pat" Leahy (Charleville, Irlanda, 20 de maig de 1877 – Chicago, Illinois, 29 de desembre de 1927) va ser un atleta britànic que va destacar en el salt de llargada, triple salt i salt d'alçada durant la primera dècada del segle XX i que va prendre part en els Jocs Olímpics de París, el 1900, i als de Londres, el 1908.
Leahy pertanyia a una família nombrosa en què els seus sis germans també practicaven esport. El seu germà Con guanyà tres medalles en dos Jocs Olímpics. Un altre germà, Timothy, també saltà en competicions. Patrick superà el rècord britànic de salt d'alçada a Dublín el 1898 amb un salt de 1m 93cm.
Als Jocs de París, el 1900, Leahy va prendre part en tres disciplines de salt. Guanyà la medalla de plata en salt d'alçada, rere Irving Baxter, amb un millor salt d'1 m 78 cm, i la medalla de bronze en salt de llargada, rere Alvin Kraenzlein i Myer Prinstein, amb un millor salt de 6m 95cm. En la prova del triple salt finalitzà en quarta posició, rere Prinstein, James Connolly i Lewis Sheldon.
Als Jocs de Londres, el 1908, disputà la prova del salt d'alçada, en què finalitzà en la novena posició final.
El 1909 Patrick i Con Leahy emigraren als Estats Units. Patrick morí a Chicago el 1927.